# Крутогорово (Ярославская область)
Крутогорово — деревня Арефинского сельского поселения Рыбинского района Ярославской области.

## География
Деревня стоит на небольшом удалении от левого берегу реки Ухра, выше по течению и к югу от центра сельского поселения села Арефино на расстоянии около 3 км. Река около деревни описывает излучину в северо-восточном направлении, на противоположном берегу этой излучины стоят деревни Крёково и Наволоки. По юго-западной окраине деревни проходит дорога, связывающая с Арефино деревни, стоящие на левом берегу Ухры, ближайшая из них в сторону к Арефино — Дерягино, стоит на расстоянии около 1 км и ниже по течению. В противоположном эта дорога выходит к деревне Высоково и далее к Ананьино. К западу и юго-западу от Крутогорово обширный лесной массив, бассейн левых притоков Ухры: Дектярка, Кошка .

## История
В 1965 г. Указом Президиума ВС РСФСР деревня Жеребятьево переименована в Крутогорово.

## Население
| 2007 | 2010 |
| ---- | ---- |
| 7    | ↗11  |